# Osceola (New York)
Osceola est une ville située dans le comté de Lewis, dans l'État de New York, aux États-Unis,. En 2010, elle comptait une population de 229 habitants.

## Démographie
Lors du recensement de 2010, la ville comptait une population de 229 habitants. Elle est estimée, en 2016, à 228 habitants.